# La seducción
La seducción és una pel·lícula mexicana estrenada el 27 de maig de 1982. Dirigida per Arturo Ripstein, protagonitzada per Katy Jurado, Gonzalo Vega i Viridiana Alatriste amb un guió basat en un relat de Heinrich von Kleist. Va participar en la selecció oficial del 12è Festival Internacional de Cinema de Moscou.

## Sinopsi
És la història d'Isabel i Mariana, mare i filla, que durant La Guerra Cristera es dedicaven a tendir paranys, mitjançant seduccions mai consumades, als soldats gobiernistes que passaven per la seva casa. Es tractava d'enganyar els soldats fent-los sentir seguretat per a lliurar-los després, gairebé amb les mans lligades als guerrillers cristeros; però heus aquí que una de tantes, la filla s'enamora veritablement de Felipe un dels soldats, es deixa seduir per ell i després tracta de salvar-ho sense aconseguir més que ser morta, dins de la situació propícia, pel mateix soldat.

## Elenc
- Katy Jurado - Isabel
- Gonzalo Vega - Felipe
- Viridiana Alatriste - Mariana
- Noé Murayama - Rómulo
- Alejandro Camacho
- Adriana Roel

## Premis
Premi Ariel (1982)
| Categoria                   | Persona             | Resultat  |
| --------------------------- | ------------------- | --------- |
| Millor Actriu               | Katy Jurado         | Nominada  |
| Millor Coactuación Femenina | Viridiana Alatriste | Nominada  |
| Millor Fotografia           | Alex Phillips Jr.   | Nominat   |
| Millor Música               | Leonardo Velázquez  | Guanyador |